# Nadine Velazquez
Nadine Velázquez (Chicago, 20 de noviembre de 1978) es una actriz de cine y televisión y modelo estadounidense. Es más conocida por su papel de Catalina Aruca en la serie de televisión My Name Is Earl.

## Biografía
Nacida en Chicago, de ascendencia puertorriqueña, Velázquez se graduó en marketing en la Notre Dame High School for Girls. Ha actuado en películas como Blast!, El último viaje (The Last Ride) y House of the Dead 2. En televisión, ha interpretado el papel de Catalina Aruca en la serie de la NBC Me llamo Earl.
Ha aparecido en portadas de algunas revistas masculinas como Stuff y Maxim, así como en la lista de las 100 mujeres más sexys del mundo de esta última publicación, concretamente en el puesto número 39.
Fue jurado en el certamen Miss Universo 2008 y estuvo casada con el agente de talentos Marc Provissiero.

## Filmografía

### Cine y televisión
- Biker Boyz (2003) - Allison
- Chasing Papi (2003) - Mujer atractiva en el Conga Club
- The Bold and the Beautiful (1 episodio, 2003) - Anna
- Entourage  (1 episodio, 2004) - Janeen
- The Last Ride (2004) - JJ Cruz
- Blast (2004) - Luna
- Hollywood Vice (2005) - Maria Flynt
- Dream (2005) - Claudia
- House of the Dead 2 (2005) - Rodríguez
- Las Vegas (1 episodio, 2005) - Myra Gonzalez
- Kings of South Beach (2007) - Olivia Palacios
- War (2007) - Maria
- Husband For Hire (2008) - Lola
- My Name Is Earl (96 epsisodios, 2005-2009) - Catalina
- A Day in the Life (2009) - Agente especial Natasha
- All's Faire in Love (2009) - Mathilda
- CSI: Nueva York (1 episodio, 2009) - Marcia Vázquez
- Gary Unmarried (1 episodio, 2009) - Sophia
- Scrubs (1 episodio, 2010) - Nicole
- CSI: Miami (1 episodio, 2010) - Sarah Walker
- Hawaii Five-0 (1 episodio, 2010) - Linda Leon
- Byron (2010) - Jessica
- Charlie's Angels (1 episodio, 2011) - Gloria Martinez
- Heart of Dixie (6 episodios, 2011-2012) - Didi Ruano
- Guitar Face (2012) - Ana Lucía
- El vuelo (2012) - Katerina Márquez
- Snitch (2013) - Analisa
- Raising Hope (1 episodio, 2013) - Valentina
- Arrested Development (1 episodio, 2013) - Rosalita
- Real Husbands of Hollywood (1 episodio, 2013) - Nadine Velazquez
- Killer Women (1 episodio, 2014) - "La Sicaria": Martina Álvarez
- Sister (2014)
- The Exes (1 episodio, 2014) - Alessandra
- Win, Lose or Love (2015) - Nancy Garder
- Love is a Four Letter Word (2015) - Rebecca
- Clarity (2015) - Carmen adulta
- The League (26 episodios, 2009-2015) - Sofia
- Ride Along 2 (2016) - Tasha
- WIthin (2016) - Melanie Alexander
- The Charmel House (2016) - Charlotte Reaves
- Z Nation (1 episodio, 2016) - Camilla
- The Bounce Back (2015) - Kristin Peralta
- Aztec Warrior (2016) - Lisa
- Our Bnb Life (2017) - Frankie
- Major Crimes (18 episodios, 2013-2017) - D.D.A. Emma Rios
- Six (18 episodios, 2017-2018) - Jackie Ortiz
- Sharon 1.2.3. (2018) - Sharon #2
- Discarnate (2018) - Maya Sanchez
- The Guest Book (1 episodio, 2018) - Annie
- A World Away (2019) - Lyra